# 야마자키 마사요시
야마자키 마사요시(山崎 まさよし, 1971년 12월 23일 ~ )는 일본의 남성 싱어송라이터이다.
1995년 싱글 음반 <달빛에 비춰져>(月明かりに照らされて 츠키아카리니테라사레테[*])를 발매하며 정식으로 데뷔했다. 1996년에 발매한 세 번째 싱글 〈셀러리〉(Celery)는 다음 해에 SMAP이 커버해 싱글로 발매했다. 1997년에는 처음 주연을 맡은 영화 《달과 양배추》가 개봉됐다. 영화 주제가 〈One more time, One more chance〉도 싱글 앨범으로 발매되었는데, 이 앨범이 오리콘 차트 상위권에 오래 머무르면서 대중적으로 높은 지명도를 얻게 된다. 2005년에 개봉한 동명의 한국영화를 리메이크한 작품 <8월의 크리스마스>에서 주연을 맡았고, 개봉 소식에 맞춰 베스트 앨범인 <Blue Period>가 국내에 발매되기도 했다. 2007년에는 〈One more time, One more chance〉가 신카이 마코토 감독의 단편 애니메이션 영화 《초속 5센티미터》 주제가에 사용됐다.

## 음반 목록

### 앨범
1. 알레르기의 특효약 (アレルギーの特効薬, 1996년)
2. HOME (1997년)
3. 도미노 (ドミノ, 1998년)
4. SHEEP (1999년)
5. transition (2001년)
6. 아틀리에 (アトリエ, 2003년)
7. ADRESS (2006년)
8. IN MY HOUSE (2009년)
9. HOBO's MUSIC (2010년)
10. Concert at SUNTORY HALL (2011년)
11. The Road to YAMAZAKI ~the BEST for beginners~ [STANDARDS / SOLO ACOUSTICS] (2013년)
12. FLOWERS (2013년)
13. HOME Deluxe edition (2013년)

## 출연

### 영화
- 달과 양배추 (1996년)
- 8월의 크리스마스 (2005년)

### 드라마
- 기적의 인간 (1998년) 주연
- 내일의 키타 요시오 (2008년) 8화에 출연